# Trigonella podperae
Trigonella podperae là một loài thực vật có hoa trong họ Đậu. Loài này được (Sirj.) Vassilcz. miêu tả khoa học đầu tiên.